# Sheldon Museum of Art
Sheldon Museum of Art (Muzeum sztuki im. Sheldonów) – muzeum sztuki w Lincoln, w stanie Nebraska założone w latach 50. dzięki inicjatywie rodzeństwa Sheldon. Od 1963 roku mieści się w budynku zaprojektowanym przez Philipa Johnsona. Posiada znaczące zbiory sztuki europejskiej i amerykańskiej z XIX i XX wieku. Kolekcja muzealna liczy blisko 13 tysięcy eksponatów (2016).
3 września 2013 roku budynek muzeum został wpisany na listę National Register of Historic Places pod nr #13000676.

## Historia

### Sheldon Art Association
Początki muzeum i jego zbiorów związane są z działalnością Sheldon Art Association, założonego w 1888 roku przez około 180 członków pod nazwą Haydon Art Club – od nazwiska brytyjskiego malarza Benjamina Roberta Haydona. W pierwszych latach działalności klub organizował doroczne wystawy sztuki w Lincoln, sprowadzając dzieła artystów z całego kraju, a także wspierając finansowo wykłady sztuki na uniwersytecie w Lincoln. Na początku XX wieku klub został zreorganizowany i zarejestrowany jako Nebraska Art Association. Stowarzyszenie to organizowało doroczne wystawy sztuki nabywając jednocześnie liczne dzieła, które z biegiem czasu stały się podstawą znaczącej kolekcji sztuki amerykańskiej w muzeum. Przez pierwszą połowę XX wieku kolekcja ta nie miała stałej siedziby i była eksponowana w wielu miejscach na terenie kampusu uniwersyteckiego. W 1927 roku zbiory Nebraska Art Association znalazły siedzibę w Morrill Hall, jednak jej pomieszczenia wkrótce okazały się za ciasne i zbiory trzeba było eksponować w korytarzach. Do powiększenia kolekcji wydatnie przyczynił się Frank M. Hall z małżonką. Przed swoją śmiercią w 1928 roku przekazali oni swoje obszerne zbiory sztuki oraz znaczną sumę pieniędzy uniwersytetowi w Lincoln. Kolekcja ta weszła w skład zbiorów przyszłego muzeum im. Sheldonów.

### Sheldon Museum of Art
Budowa stałej siedziby stała się możliwa w latach 50. dzięki darowiźnie Mary Frances Sheldon (1892–1950) i jej brata, Adamsa Bromleya Sheldona (1887–1957). Plany budowy muzeum podjął w 1958 roku ówczesny dyrektor University’s Art Museum, Norman Geske. Budowa Sheldon Gallery rozpoczęła się w 1961 roku. Nebraska Art Association, kierowane wówczas przez Freda Wellsa, współpracowało z Geske w celu zorganizowania konkursu na projekt galerii. Do przedstawienia swych planów zostali zaproszeni architekci: Marcel Breuer, Richard Neutra i Philip Johnson. Ostatecznie wybrano elegancką, współczesną adaptację tradycyjnej formy muzealnej autorstwa Johnsona. W czasie budowy Sheldon Gallery był najdroższą budowlą, jaką kiedykolwiek zbudowano w Stanach Zjednoczonych, jej koszt wyniósł 67 dolarów za 1 stopę kwadratową. Dla nowego muzeum zamówiono dwa dzieła: Pieśń ptaka, którą wyrzeźbił z granitu i marmuru Isamu Noguchi oraz Kąpiący się, zrealizowany w brązie przez Jacques’a Lipchitza. Muzeum (noszące wówczas nazwę Sheldon Memorial Art Gallery) otwarto 16 maja 1963 roku w obecności Johnsona, który z tej okazji wygłosił przemówienie. Ogród rzeźby otwarto w 1970 roku. Była to trzecia tego typu galeria w Stanach Zjednoczonych, po Museum of Modern Art w Nowym Jorku i Franklin D. Murphy Sculpture Garden na terenie kampusu University of California w Los Angeles. W 1972 roku Sheldon Memorial Art Gallery znalazł się wśród pierwszych instytucji, które uzyskały akredytację American Alliance of Museums (Amerykańskiego Stowarzyszenia Muzeów), będącej najwyższym, państwowym uznaniem, przyznawanym muzeom w Stanach Zjednoczonych. W 2008 roku zmieniono dotychczasową nazwę Sheldon Gallery na Sheldon Museum of Art.

## Budynek muzeum

### Wygląd zewnętrzny
Johnson zaprojektował swój budynek w stylu modernistycznym z elementami stylistyki Nowego Formalizmu. Nadał mu formę świątyni, z masywną, łukową fasadą, pokrytą trawertynem, odzwierciedlającą klasyczny wpływ dawnych stylów, które zwróciły uwagę projektanta. Jego przyjaciel i historyk architektury, Henry-Russell Hitchcock wśród tych stylów wymienił między innymi wpływy architektury bizantyńskiej lub, przypuszczalnie, islamskiej w pendentywach sufitu w Wielkim Holu, późnogotyckie lub rokokowe detale filarów i wpływy starożytnej architektury greckiej w zewnętrznym wystroju budynku. Jego proporcje i kompozycja nawiązują do projektu klasycznego. Budynek składa się z dziewięciu przęseł po stronie wschodniej i zachodniej oraz z sześciu po stronie północnej i południowej. Podział na przęsła tworzą proste i smukłe pilastry, pomiędzy którymi znajdują się płaskie, pozbawione dekoracji ściany, tworząc razem klarowną i prostą w wyrazie kompozycję. Całą konstrukcję wieńczy prosty, płaski architraw, wsparty na pilastrach i nie wystający poza ich lico. Subtelne łuki między pilastrami są celową reakcją architekta na prostoliniowe rozwiązania, stosowane we współczesnym mu modernizmie. Wejście do budynku prowadzi przez umieszczony centralnie, przeszklony portyk wgłębny. Budynek wewnątrz podzielony został na dwie kondygnacje, niewidoczne na zewnątrz.

### Wnętrze

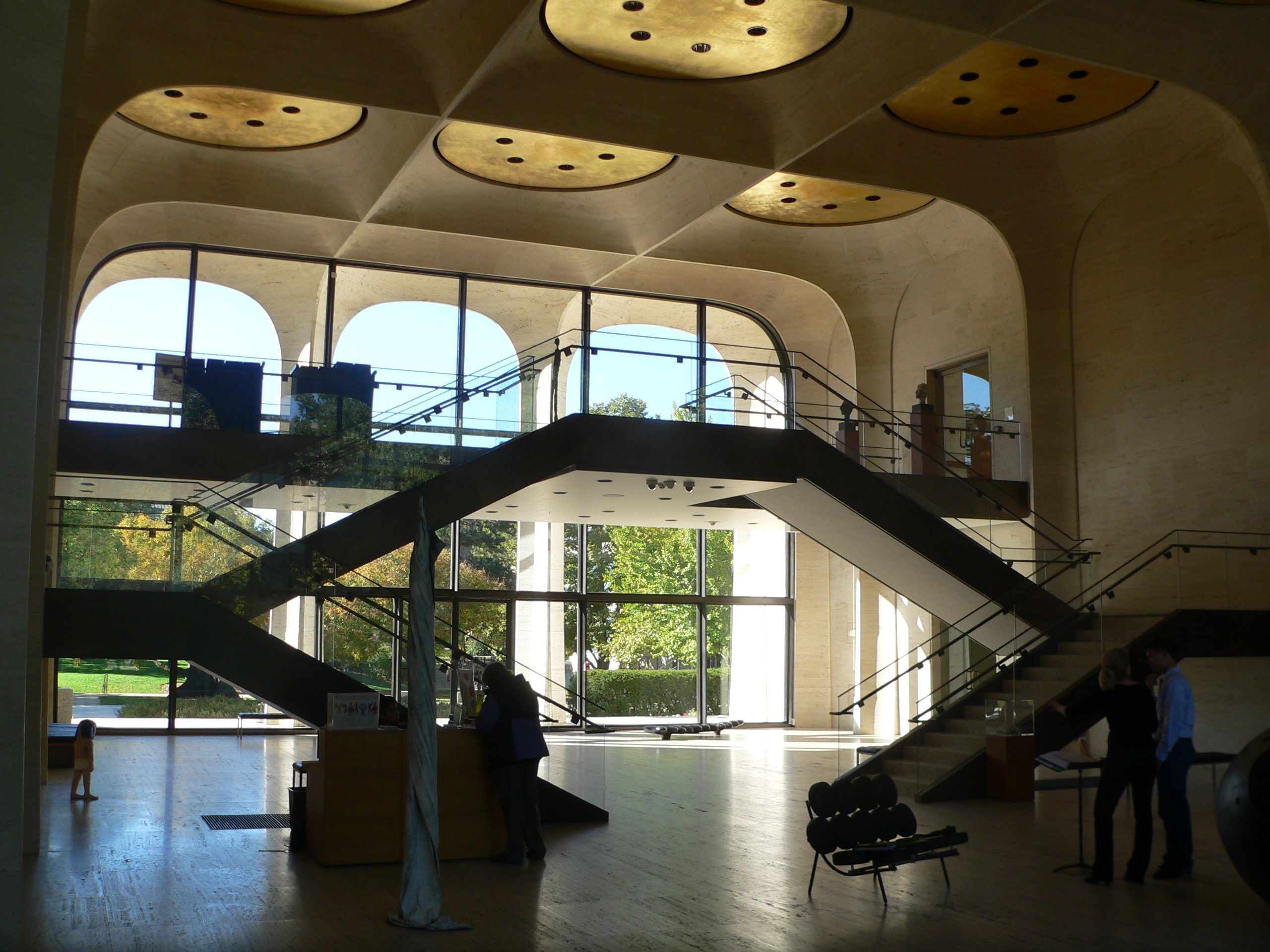
Wnętrze

Wnętrze muzeum stanowi Wielki Hol, zajmujący całą szerokość budynku i biegnące wokół niego piętro, na którym ulokowano kameralne galerie, połączone schodami, przerzuconymi przez Wielki Hol. Jego ściany wyłożono trawertynem, a sufit ozdobiono dużymi, okrągłymi panelami, pokrytymi złotymi liśćmi.
Piętro jest podzielone na dwie połowy, tworzące oddzielne i unikalne przestrzenie ekspozycyjne. Kolekcja stała mieści się w galerii południowej, natomiast eksponaty wystaw rotacyjnych i okresowych – w galerii północnej. Przestrzenie te połączone są pomostem, do którego prowadzą monumentalne, podwójne schody. Każda galeria ma wewnętrzną ścianę przeprutą otworem okiennym, umożliwiającym widok z galerii na piętrze na hol z rzeźbami poniżej oraz otwarty widok z każdego końca budynku. Ponieważ przestrzenie galerii są zasadniczo pomieszczeniami zamkniętymi, otwory te dają poczucie łączności z resztą budynku. Widoki te oraz poczucie otwarcia na resztę budynku są jedynie przerwane przez duże, szklane drzwi prowadzące do każdej galerii.
Galeria północna, zaprojektowana z myślą o ekspozycjach rotacyjnych i okresowych, ma nieco inny wystrój niż galeria stała po stronie południowej. Ściany galerii północnej pokryte są malowanym płótnem, dzięki czemu przy urządzaniu nowej wystawy można zmieniać kolory. Zamiast instalowania ruchomych ścian, co było częste w muzeach w tym okresie, elastyczność w zmianie ekspozycji została osiągnięta dzięki punktowym źródłom światła w suficie, umożliwiającym odpowiednie dobranie oświetlenia dla różnych ekspozycji, a także dla pokrytych płótnem ścian.

## Ogród rzeźby
Od południowej i zachodniej strony budynek otacza ogród rzeźby, łączący go z krajobrazem zewnętrznym i resztą kampusu. Ogród tworzą prostopadłe, ułożone tarasowo, betonowe płaszczyzny. W ogrodzie znajduje się ponad 30 monumentalnych rzeźb, w tym dzieła Jacques’a Lipchitza, Claesa Oldenburga i innych.

## Zbiory

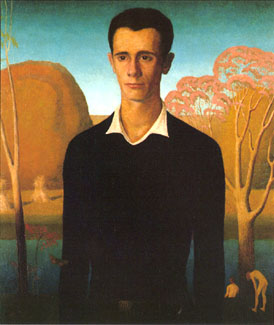
Grant Wood, Arnold, 1930

Kolekcja muzeum liczy blisko 13 tysięcy eksponatów.
W dziale malarstwa znajdują się prace takich artystów jak: Benjamin West, Albert Bierstadt, Ralph Albert Blakelock, Theodore Robinson, William Glackens, Maurice Brazil Prendergast, Grant Wood, Marsden Hartley, Reginald Marsh, Ben Shahn, Norman Rockwell, Barnett Newman, Robert Motherwell, Willem de Kooning, Mark Rothko, Andy Warhol, Richard Diebenkorn, Robert Henri, Alfred Henry Maurer, Morgan Russell, Joseph Stella, Henry Fitch Taylor, Max Weber, Marguerite Zorach, Edward Hopper, Charles Demuth, Thomas Hart Benton, John Marin, Edward Steichen i inni;
Malarstwo abstrakcyjne reprezentują: Ibram Lassaw, Ben Nicholson, Balcomb Greene, Leon Polk Smith, Josef Albers, Fritz Glarner, John McLaughlin, Ad Reinhardt, Alice Mason, Frederick Hammersley;
W dziale fotografii znajdują się prace czołowych artystów amerykańskich i europejskich, takich jak: Eadweard Muybridge, Alfred Stieglitz, Clarence Hudson White, André Kertész, Henri Cartier-Bresson, Edward Weston, Berenice Abbott, Dorothea Lange, Walker Evans, Ansel Adams;
W dziale grafiki znajdują się prace: Williama Hogartha, Williama Sharpa, Jamesa Tissota, Odilona Redona, Edwarda Hoppera, Kena Rockwella, Stuarta Davisa i innych;
W dziale rzeźby prezentowane są dzieła czołowych artystów amerykańskich i światowych: Bessie Potter Vonnoh, Augustusa Saint-Gaudensa, Constantina Brâncușiego, Alexandra Archipenka, Louise Nevelson, Louise Bourgeois, Henry’ego Moore’a, Alexandra Caldera, Isamu Noguchi, Dana Flavina i innych.